# 新城控股
新城發展控股有限公司，簡稱新城發展控股，以及新城控股（內地稱為新城控股集团股份有限公司，港交所：1030，上交所：601155），於1996年，由王振華（董事長）創立當時名為「武進市新龍房產開發有限公司」，以及「江蘇新城控股有限公司」。而業務主要在國內經營住宅地產、商業地產（包括當時上海上市公司的江蘇新城地產股份有限公司（除牌前900950））、百貨等其他投資。公司注册地位于江苏省常州市武进高新区西湖路1号，原總部位於上海市普陀区中山北路3000号长城大厦21-23楼，現時為中國上海普陀區中江路388弄6號新城控股大廈8樓。

## 历史
根據招股書資料，招股價為1.79港元，全球發行新股為14.18億股，集資額為20.56至25.38亿港元，其中3名基础投资者金色中国基金、Guangdong Finance Investment International及海航香港子公司Axius International Investment，分别认购1.163亿港元、2亿港元及3亿港元。而股份則在2012年11月29日於港交所主板上市。
2015年9月21日，該公司以10.08億元人民幣成功投標位於中國浙江省義烏市江東路與賓王路交叉口東南側，其地塊總佔地面積約為73,833平方米，總規劃建築面積不超過317,481.9平方米。
2017年5月，新城控股收購晉峰金融集團六成股權，其後易名為新城晉峰金融集團。
2017年7月9日，該公司被「富域香港投資有限公司」以每股3.30港元私有化，總代價為51.23億港元，原因是在長遠發展策略以及股價表現分歧，同時受到上市成本增加。
2017年10月17日，該公司由於在股東大會上不獲通過，因此私有化不予進行。
2019年7月3日，董事長王振華涉嫌猥褻女童被捕，公司股價一度下跌超過20%。王振華兒子王曉松於同日接任董事長。
2023年，新城控股实现营业收入1192亿元，实现归属于上市公司股东的净利润7.37亿元，扣非归母净利润3.07亿元，为业内少数保持盈利的房企。

## 图片

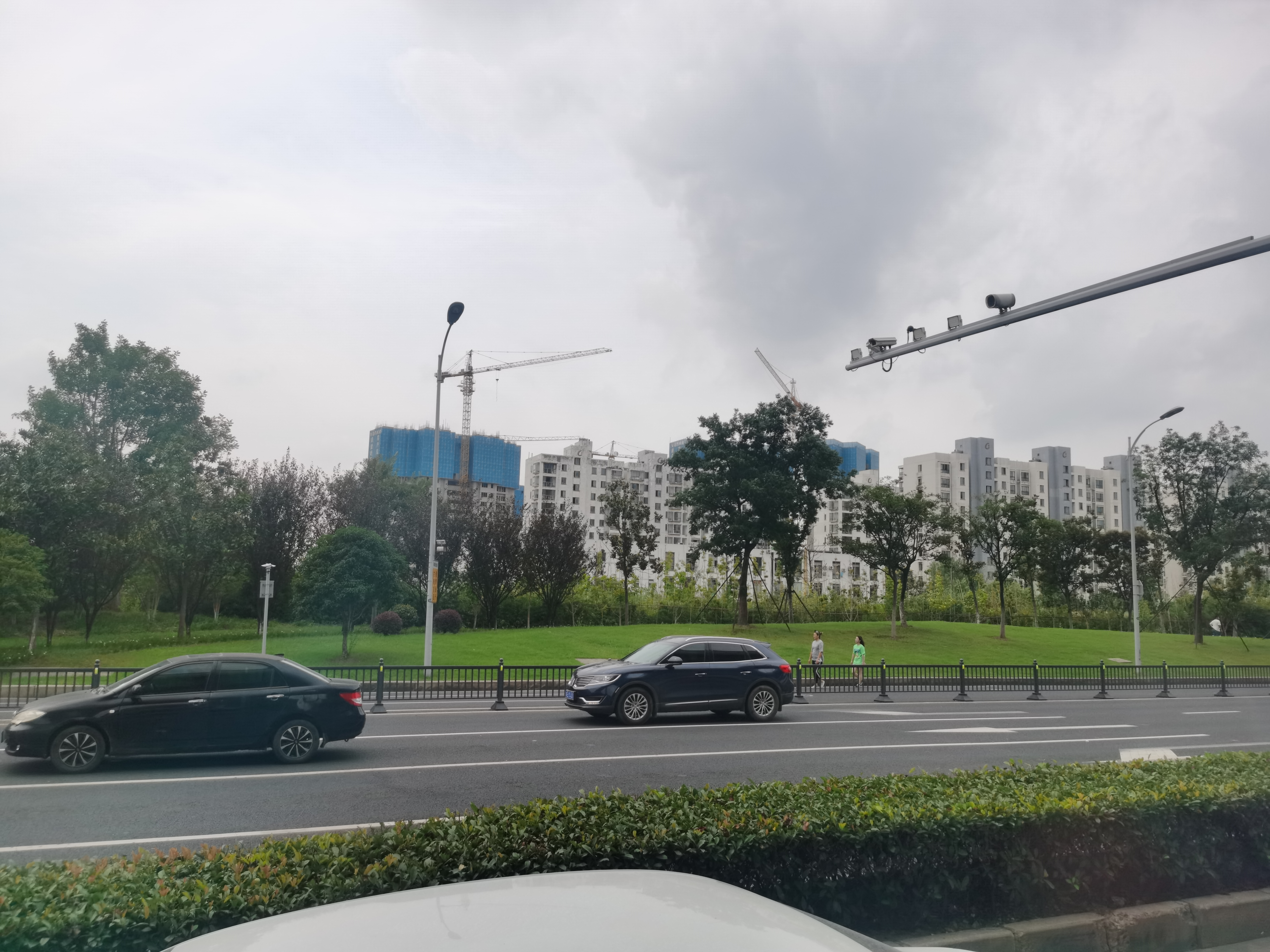
昆山新城域花园
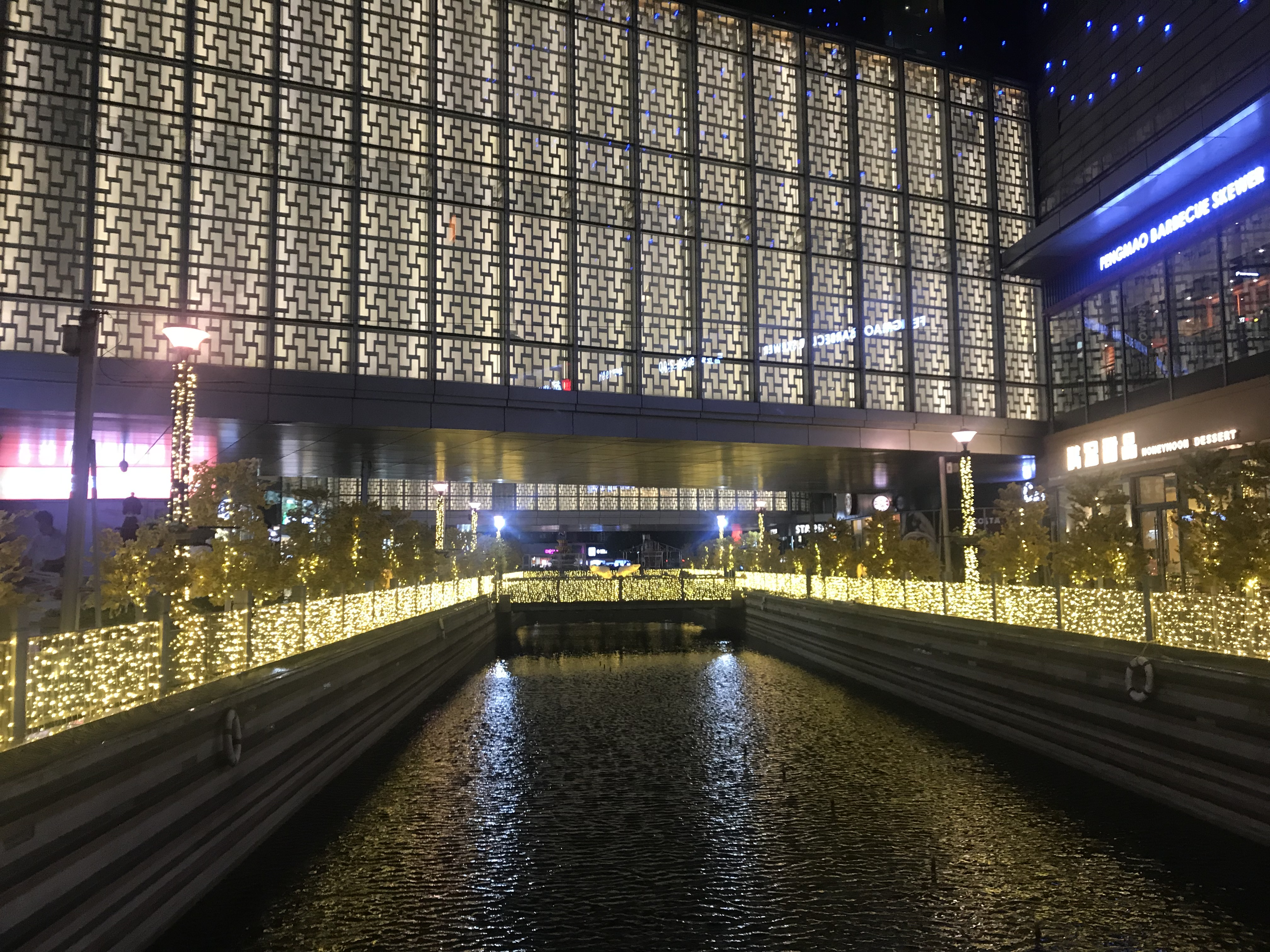
常州吾悦广场
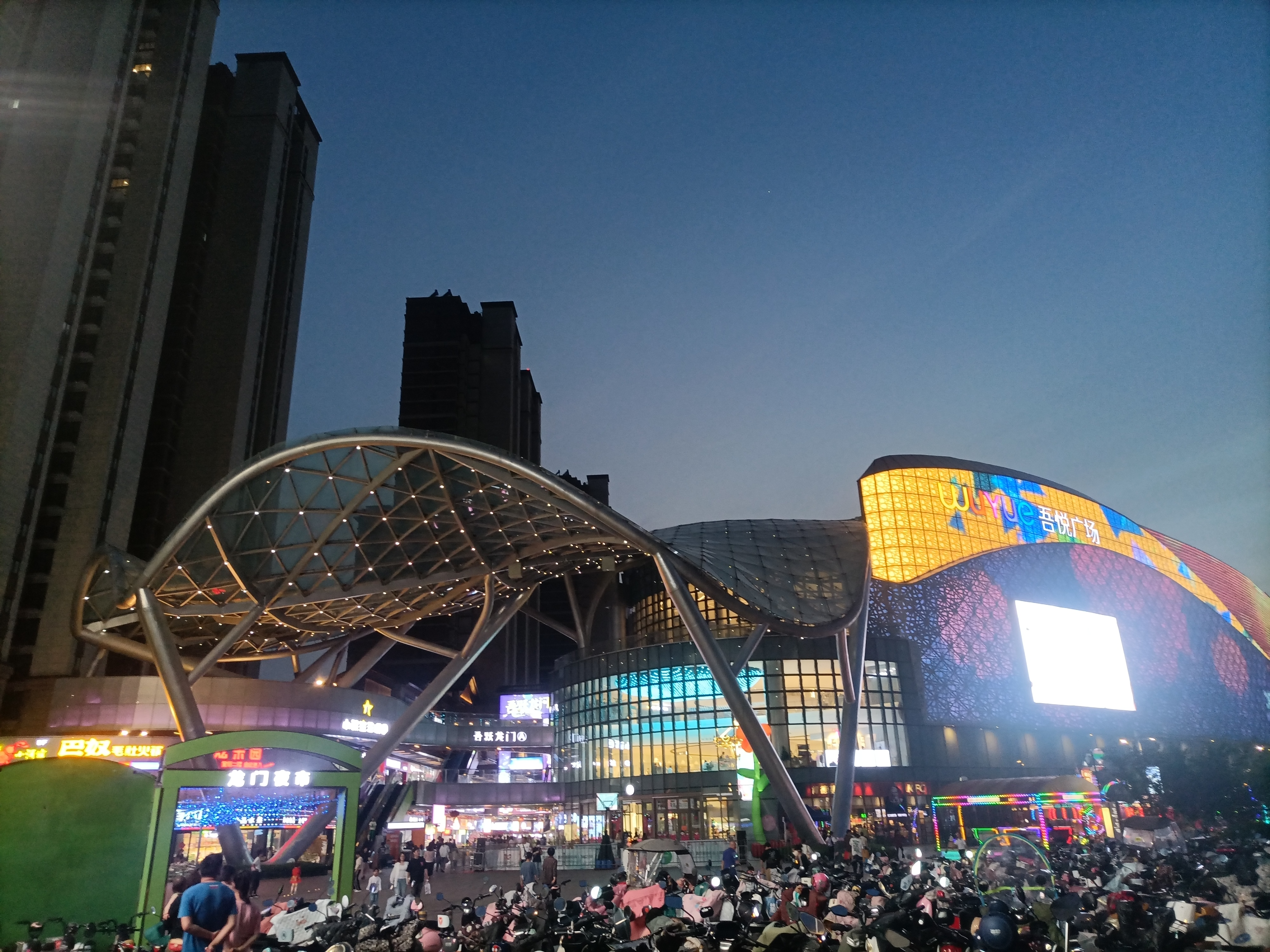
常州天宁吾悦广场
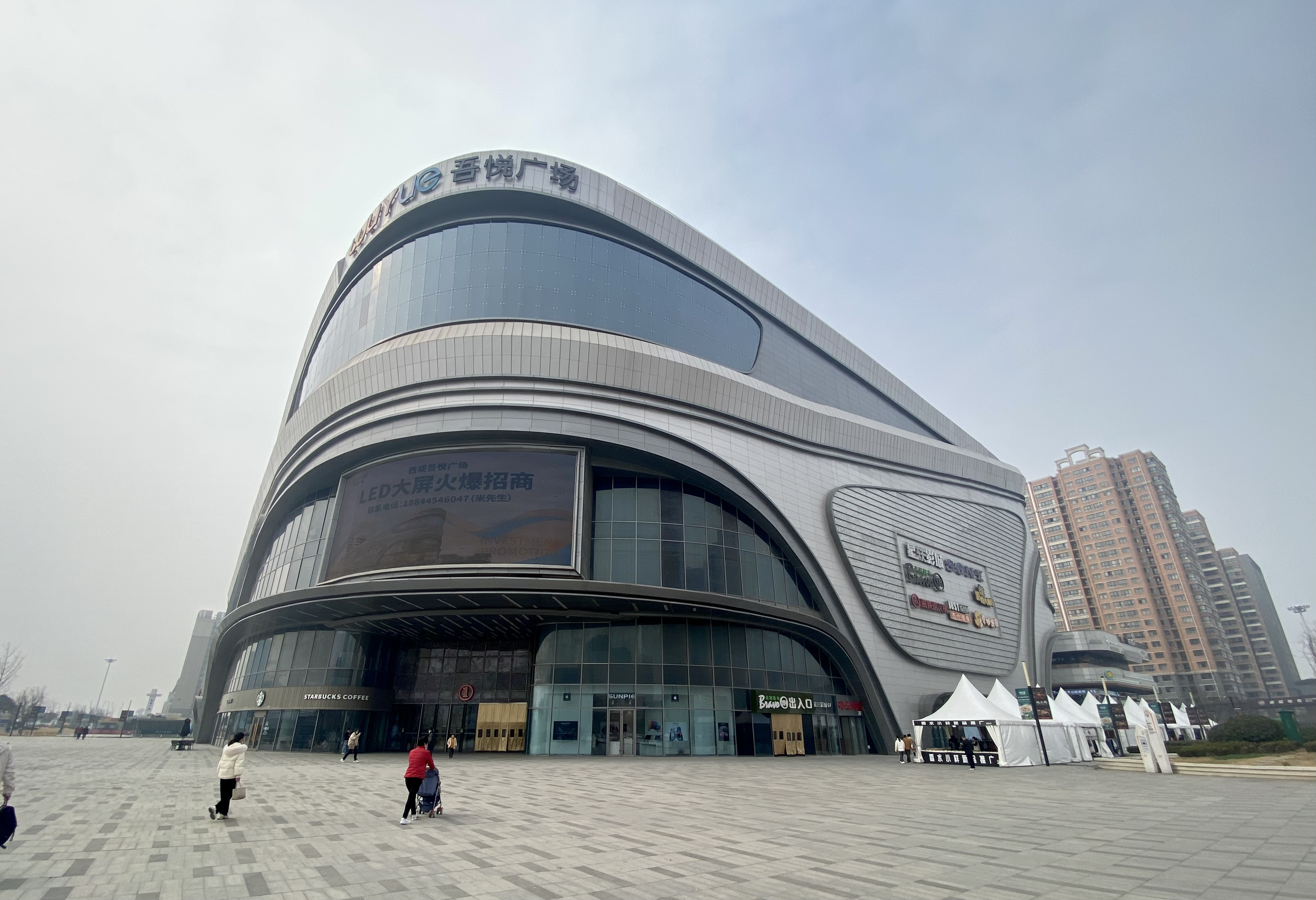
西安西咸吾悦广场
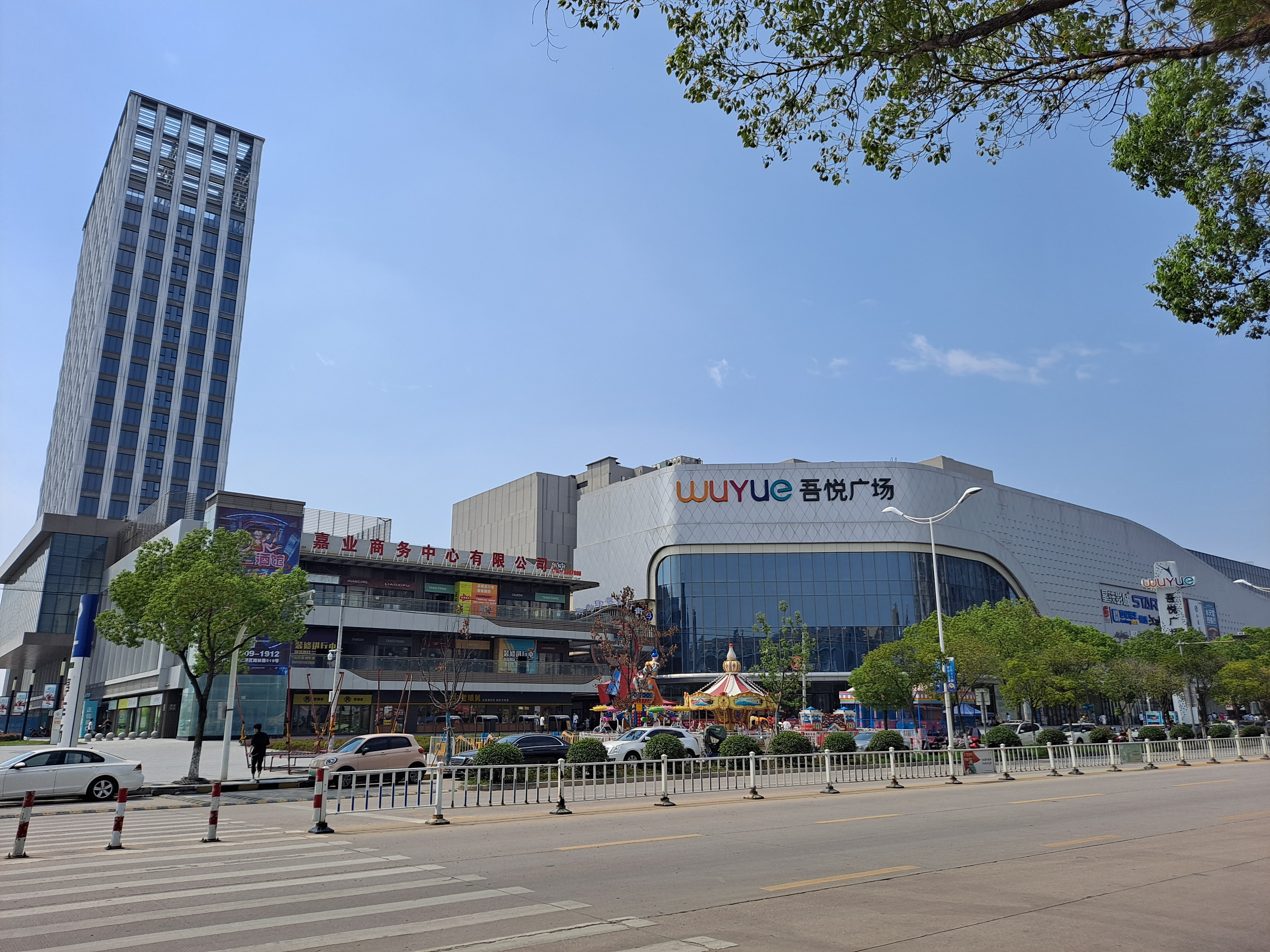
南浔吾悦广场
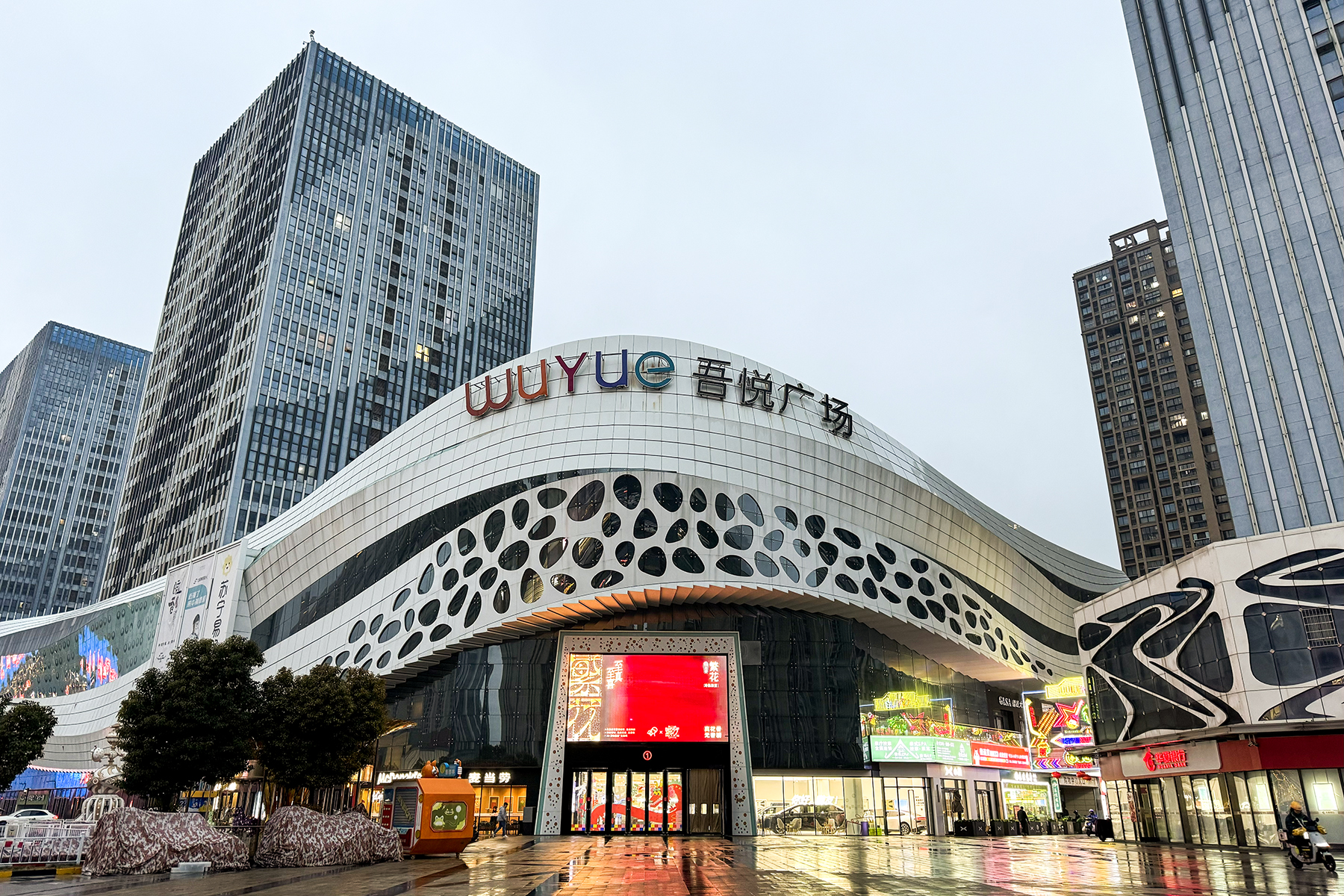
苏州吴江吾悦广场
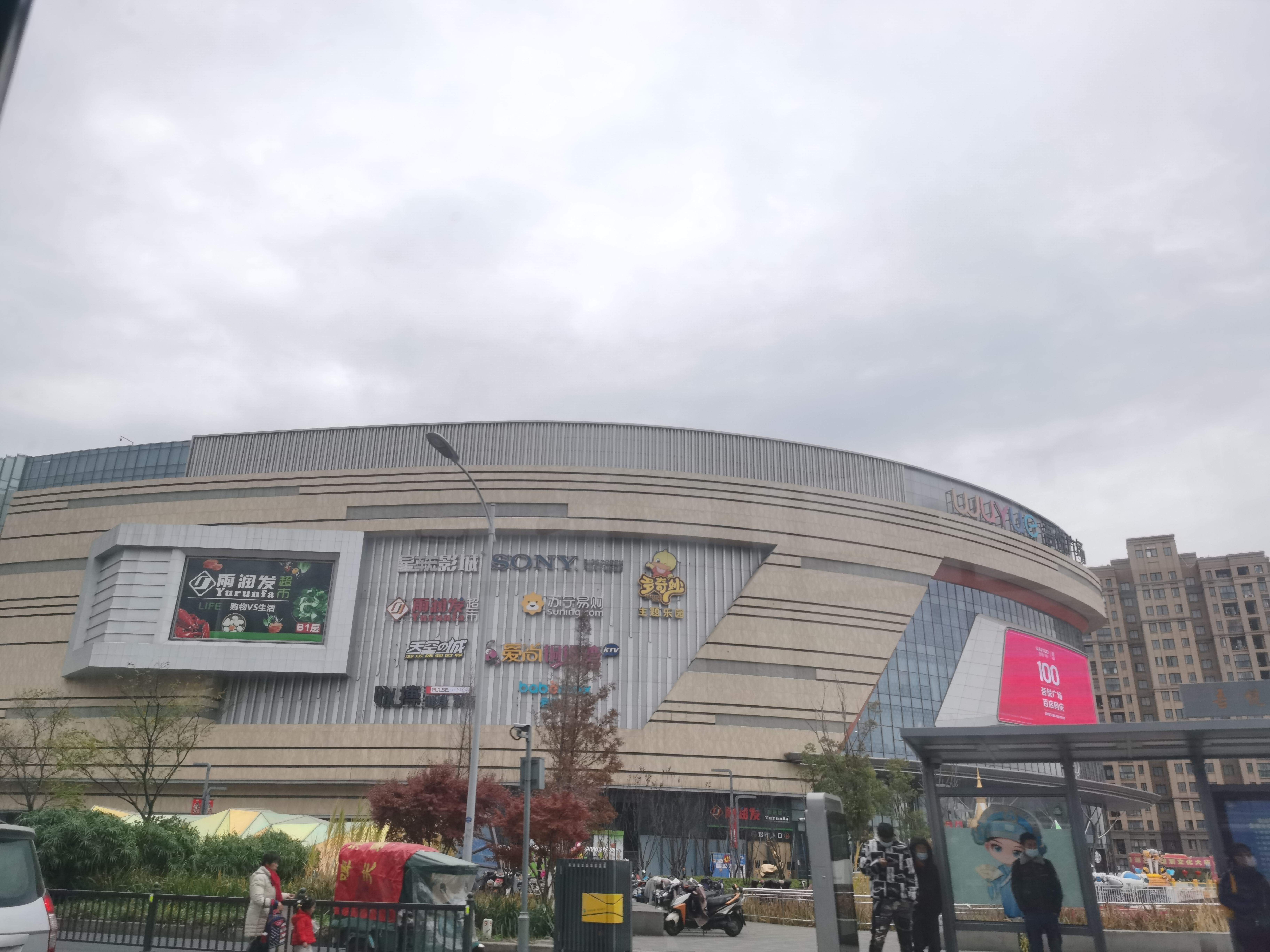
昆山吾悦广场
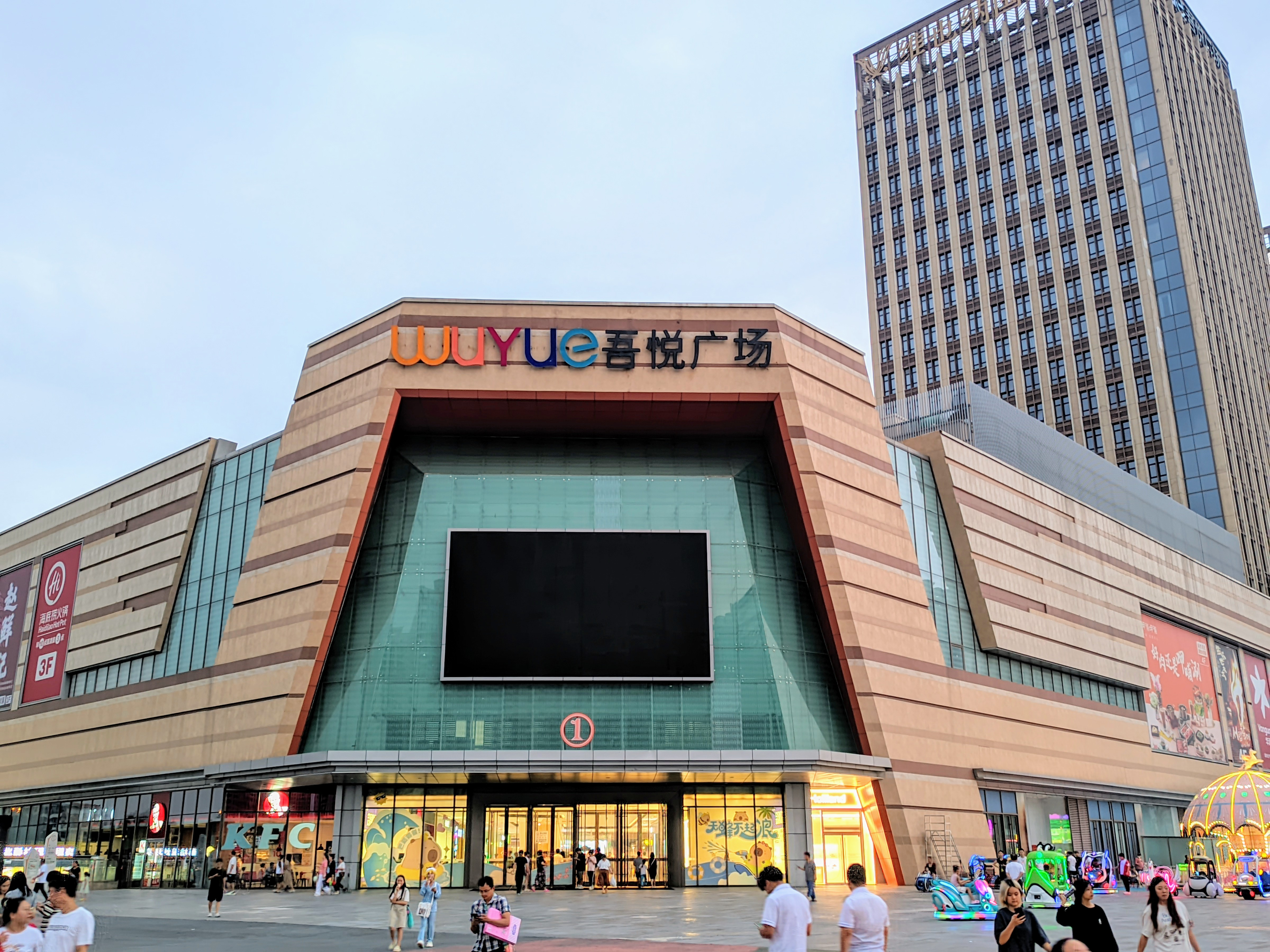
天津津南吾悦广场
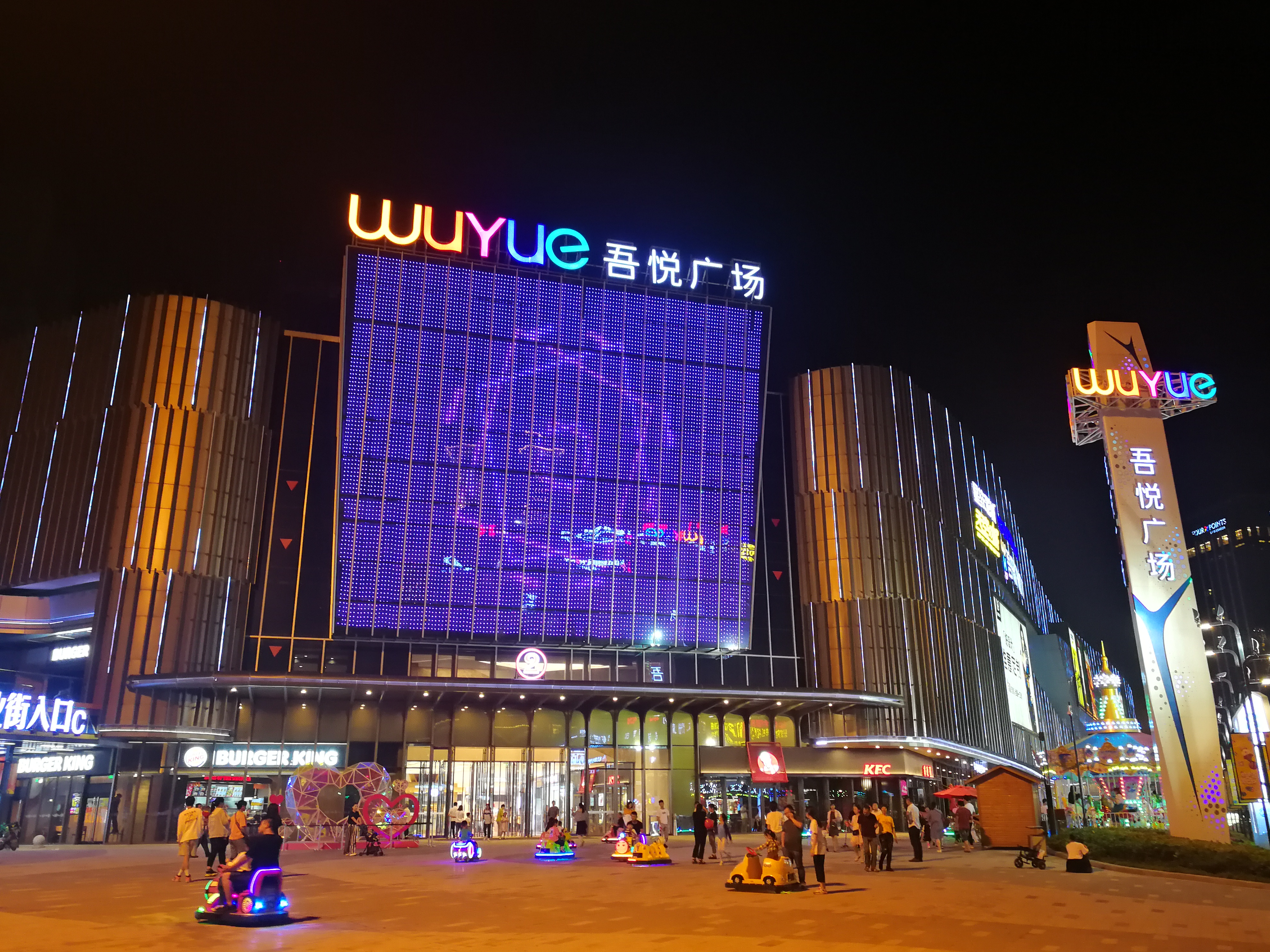
玉环新城吾悦广场